# 貝利·卡基爾
貝利·卡基爾（英語：Baily Cargill；1995年7月5日—）是一位英格蘭足球運動員。在場上的位置是後衛。他現在效力於蘇格蘭足球超級聯賽球隊帕尔蒂克。他也代表英格蘭U20國家隊參賽。